# Cigala gran
La cigala gran (Scyllarides latus) és una espècie de crustaci decàpode de la família Scyllaridae que es troba al mar Mediterrani i a l'est de l'oceà Atlàntic.
És comestible i molt apreciada però actualment és rara per la sobrepesca. Els adults poden fer 30 cm de llarg, són d'hàbits nocturns, es camuflen i s'alimenten especialment de mol·luscs. Té molts depredadors. Està estretament emparentat amb S. herklotsii, que es troba a la costa atlàntica d'Àfrica occidental.

## Consum humà
S. latus ha passat a ser una espècie rara i actualment se'n pesca en poca quantitat (a Israel uns 3.000 kg a l'any). La pesca a mà amb equipament autònom submarí ha contribuït a fer-la rara.